# Matthew Mitcham
Matthew John Mitcham (* 2. března 1988 Brisbane) je bývalý australský reprezentant ve skocích do vody.
Je absolventem programu Australian Institute of Sport a závodil za Abbotsleigh Diving Club. Původně se věnoval skokům na trampolíně, v nichž reprezentoval Austrálii na juniorském světovém šampionátu. Na Letních olympijských hrách 2008 v Pekingu zvítězil ve skocích z desetimetrové věže, když za závěrečný skok získal rekordní hodnocení 112,10 bodu a přestihl domácího favorita Čou Lü-sina. Ve skocích z třímetrového prkna obsadil na pekingské olympiádě šestnácté místo. Na mistrovství světa v plavání 2009 získal bronzovou medaili ve skocích z metrového prkna. Na Letních olympijských hrách 2012 vypadl ve skoku z věže v semifinále. Na Hrách Commonwealthu v roce 2014 zvítězil spolu s Domonicem Bedggoodem v synchronizovaných skocích z věže. V lednu 2016 ukončil sportovní kariéru.
Po svém olympijském vítězství převzal Řád Austrálie a australská pošta vydala známku s jeho portrétem. Je autorem autobiografie Twists and Turns.
V květnu 2008 uvedl v rozhovoru pro The Sydney Morning Herald, že je homosexuál. Stal se tak prvním otevřeně homosexuálním olympijským vítězem v historii. Byl oficiálním patronem průvodu Sydney Gay and Lesbian Mardi Gras v roce 2009. V roce 2020 uzavřel sňatek se svým partnerem Lukem Rutherfordem.